# Wechsel Straße
De Wechsel Straße is een Bundesstraße in de Oostenrijkse deelstaten Neder-Oostenrijk, Burgenland en Stiermarken.
De B54 verbindt Wiener Neustadt via Hartberg met Gleisdorf. De weg is 110 km lang.
Routebeschrijving
De B54 begint in Wiener Neustadt op een kruising met zowel de B26 als de B17. De weg loopt in zuidelijke richting en kruist bij afrit Wiener Neustadt-Süd de S4. De weg loopt verder door Schwarzau am Steinfeld en kent op de rondweg van Seebenstein bij toerit Seebenstein de aansluiting met zowel de A2 als de S6 via Knoten Seebenstein. De weg loopt verder door Seebenstein, Scheiblingkirchen-Thernberg en toerit Grimmenstein, waar de A2 aansluit en door Grimmenstein waar de B55 aansluit. De weg loopt verder en kent bij toerit Edlitz-Aspang de aansluiting van/naar Wenen van de A2, De weg loopt verder door Aspang en Mönichkirchen. De weg bereikt ten zuiden van Mönichkirchen de deelstaatsgrens met Stiermarken.
Stiermarken
De B54 loopt over de rondweg van Pinggau waar bij afrit Pinggau de B63 aansluit. De B54 loopt via de rondwegen van Friedberg, Pinkatalbahn. Stögersbach, Dechantskirchen en Rohrbach an der Lafnitz. De weg kruist op de rondweg van Lafnitz / Neustift an der Lafnitz en bereikt de deelstaatsgrens met Burgenland.
Burgenland
De weg loopt over de rondweg van Lafnitz / Neustift an der Lafnitz ongeveer 200 meter door Burgenland en bereikt wederom de deelstaatsgrens met Stiermarken.
Stiermarken
De weg loopt verder over de rondweg van Grafendorf bei Hartberg. De B54 loopt door Hartberg waar op een rotonde B50 aansluit. De weg loopt verder door Kaindorf Kaibing, Hirnsdorf, Pischelsdorf in der Steiermark en Großpesendorf. De B54 loopt door Gleisdorf waar op een rotonde de B64 aansluit. De B54 eindigt verderop in Gleisdorf op een kruising met de B65.
Geschiedenis

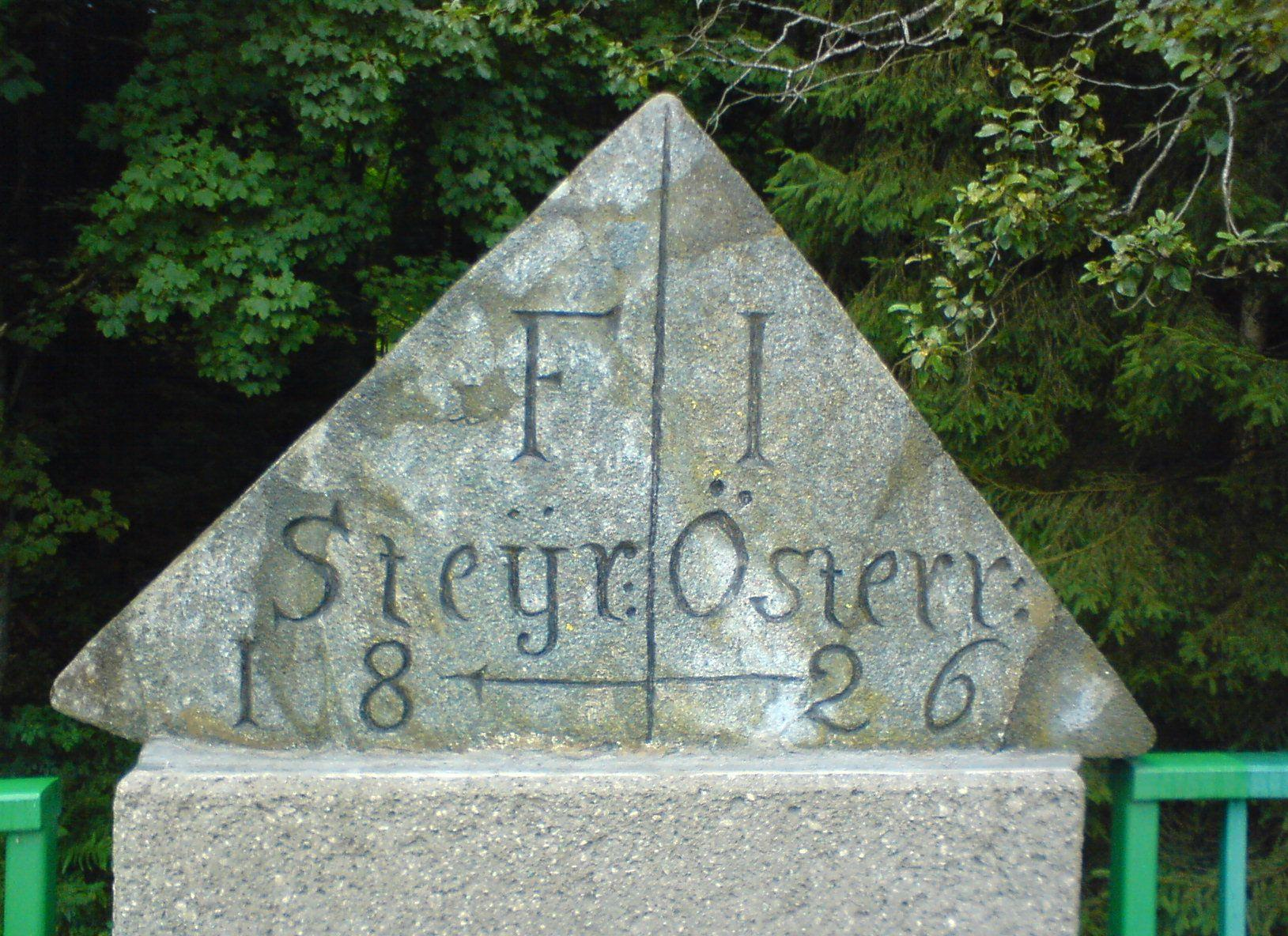
Historischer Grenzstein aan de B 54

De vorsten van Pálffy lieten het Neder-Oostenrijkse gedeelte van Wiener Neustadt via Schwarzau, Seebenstein, Krumbach en Kirchschlag naar Güns (tegenwoordig Kőszeg), waarvan het oostelijk gedeelte heden ten dage Kirchschlager Straße heet, op hun kosten aanleggen. Dit deel werd in september 1818 opgeleverd. In 1827–1828 werd het gedeelte via Aspang naar de deelstaatsgrens met Stiermarken aangelegd. Vanaf 1866 behoorde de Pálffy’sche Straße tot de 17 wegen die tot Neder-Oostenrijks Landesstraßen verklaard werden.
De aanleg van de weg in Stiermarken begon in Pischelsdorf en liep via Kaindorf, Hartberg, Greinbach, Rohrbach, Friedberg naar de deelstaatsgrens met Neder-Oostenrijk werd door de wegenwet 3 oktober 1868 een Bezirksstraßen Ie Klasse toegekend.
Op 9 maart 1907 besloot de deelstaatsregering van Stiermarken dat de historische binnenstad van Hartberg door de aanleg van een rondweg van 700 m ontlast moest worden van doorgaand verkeer. Vanaf 1 april 1938 werden die Bezirksstraßen I.Ordnung in in Steiermark als Landesstraßen aangeduid.
Na de Anschluss werd als gevolg van de overgang naar het reichswegen-systeem het noordelijk gedeelte tussen Wiener Neustadt en Friedberg op 1 april 1940 onderdeel van de Reichsstraße 345. Deze Reichsstraße liep vanuit Wiener Neustadt via Friedberg naar Szombathely.
De Wechsel Straße behoort sinds 1 april 1948 tot de lijst van Bundesstraßen in Oostenrijk. Sinds de aanleg van de rondweg bij Neustift an der Lafnitz in de jaren 60 van de 20e eeuw loopt de weg hier ruim 200 meter door Burgenland. In 2002 werd de weg overgedragen aan de deelstaatsregeringen van Neder-Oostenrijk en Stiermarken.
B1 · 
B2 · 
B3 · 
B4 · 
B5 · 
B6 · 
B7 · 
B8 · 
B9 · 
B10 · 
B11 · 
B12 · 
B13 · 
B14 · 
B15 · 
B16 · 
B17 · 
B18 · 
B19 · 
B20 ·  
B21 · 
B22 · 
B23 · 
B24 · 
B25 · 
B26 · 
B27 · 
B28 · 
B29 · 
B30 · 
B31 · 
B32 · 
B33 · 
B34 · 
B35 · 
B36 · 
B37 · 
B38 · 
B39 · 
B40 · 
B41 · 
B42 · 
B43 · 
B44 · 
B45 · 
B46 · 
B47 · 
B48 · 
B49 · 
B50 · 
B51 · 
B52 · 
B53 · 
B54 · 
B55 · 
B56 · 
B57 · 
B58 · 
B59 · 
B60 · 
B61 · 
B62 · 
B63 · 
B64 · 
B65 · 
B66 · 
B67 · 
B68 · 
B69 · 
B70 · 
B71 · 
B72 · 
B73 · 
B74 · 
B75 · 
B76 · 
B77 · 
B78 · 
B79 · 
B80 · 
B81 · 
B82 · 
B83 · 
B84 · 
B85 · 
B86 · 
B87 · 
B88 · 
B89 · 
B90 · 
B91 · 
B92 · 
B93 · 
B94 · 
B95 · 
B96 · 
B97 · 
B98 · 
B99 · 
B100 · 
B105 · 
B106 · 
B107 · 
B108 · 
B109 · 
B110 · 
B111 · 
B113 · 
B114 · 
B115 · 
B116 · 
B117 · 
B119 · 
B120 · 
B121 · 
B122 · 
B123 · 
B124 · 
B125 · 
B126 · 
B127 · 
B129 · 
B130 · 
B131 · 
B132 · 
B133 · 
B134 · 
B135 · 
B136 · 
B137 · 
B138 · 
B139 · 
B140 · 
B141 · 
B142 · 
B143 · 
B144 · 
B145 · 
B146 · 
B147 · 
B148 · 
B149 · 
B150 · 
B151 · 
B152 · 
B153 · 
B154 · 
B155 · 
B156 · 
B158 · 
B159 · 
B160 · 
B161 · 
B162 · 
B163 · 
B164 · 
B165 · 
B166 · 
B167 · 
B168 · 
B169 · 
B170 · 
B171 · 
B172 · 
B173 · 
B174 · 
B175 · 
B176 · 
B177 · 
B178 · 
B179 · 
B180 · 
B181 · 
B182 · 
B183 · 
B184 · 
B185 · 
B186 · 
B187 · 
B188 · 
B189 · 
B190 · 
B191 · 
B192 · 
B193 · 
B197 · 
B198 · 
B199 · 
B200 · 
B201 · 
B202 · 
B203 · 
B204 · 
B205 · 
B209 · 
B210 · 
B211 · 
B212 · 
B213 · 
B214 · 
B215 · 
B216 · 
B217 · 
B218 · 
B219 · 
B220 · 
B221 · 
B222 · 
B223 · 
B224 · 
B225 · 
B226 · 
B227 · 
B228 · 
B229 · 
B230 · 
B303 · 
B305 · 
B309 · 
B310 · 
B311 · 
B316 · 
B317 · 
B319 · 
B320